# Пельтиевский
Пельтиевский — остановочный пункт (ранее разъезд) Северо-Кавказской железной дороги в Дагестане.
Располагается на линии Гудермес — Махачкала II - Порт, в селе Кульзеб. Останавливаются 2 электрички.